# Chrothildis
Chrothildis, död 692, var en frankisk drottning (679-691) och regent, gift med kung Theoderik III och regent för sin son Klodvig IV från 691 till 692. 
Det råder oklarhet kring hennes identitet. Källor har kallat Theoderiks maka både för Chrothildis och för Doda, och det är obekräftat om huruvida det var samma person eller två olika personer och, om det var olika personer, huruvida de båda var Teoderiks hustrur efter varandra, eller om Teoderik som vissa merovinger, var polygam och hade Chrothildis som huvudhustru och drottning och Doda som sekundärhustru eller konkubin. 
Oavsett dessa oklarheter kring identifikationen, står det klart att Theoderik III avled 691 och efterträddes av sin nio år gamla son Klodvig IV, och att han hade en änka vid namn Chrothildis som formellt sett blev kungarikets regent under Klodvigs minderårighet. I verkligheten styrdes landet vid denna tid av Pippin av Herstal, men Chrothildis var nominellt regent precis som Klodvig nominellt var kung.  Det är oklart om Klodvig var hennes biologiska son eller styvson. 
Hon var regent fram till den 5 juni 692, och det har tolkats som att hon avled då.  